# IC 1052
IC 1052 је спирална галаксија у сазвјежђу Волар која се налази на листи објеката дубоког неба у Индекс каталогу.
Деклинација објекта је + 20° 36' 53" а ректасцензија 14h 44m 14,2s. Привидна величина (магнитуда) објекта IC 1052 износи 14,6 а фотографска магнитуда 15,3. IC 1052 је још познат и под ознакама UGC 9494, MCG 4-35-7, CGCG 134-25, IRAS 14419+2049, PGC 52632.